# 新德米特里夫卡 (拉茲傑利納亞區)
46°47′8″N 30°18′24″E / 46.78556°N 30.30667°E
新德米特里夫卡（烏克蘭語：Новодмитрівка）是位於烏克蘭西南部的村莊，由敖德萨州羅茲季利納區的羅茲季利納市鎮負責管轄。該村始建於1879年，面積1.03平方公里，海拔高度23米，2001年人口182，人口密度每平方公里176.7人。